# Da-Wen Sun
Sun Dawen, conosciuto come Da-Wen Sun ((孫大文T, 孙大文S, Sūn DàwénP); Chaozhou, 18 dicembre 1960), è un ingegnere cinese, professore di Ingegneria dei Sistemi Biologici ed Alimentari presso l'Università Nazionale Irlandese di Dublino (University College Dublin, National University of Ireland).

## Biografia
Nato in Cina meridionale, il Professore Da-Wen Sun è un'autorità a livello mondiale sia nella ricerca che nell'istruzione inerenti all'ingegneria alimentare. Le sue maggiori attività di ricerca includono il raffreddamento dei prodotti, i processi ed i sistemi di essiccazione e refrigerazione, la qualità e la sicurezza dei prodotti alimentari, l'ottimizzazione e la simulazione di processi biologici e le tecnologie di computer vision. In particolare, gli studi innovativi sul raffreddamento sottovuoto della carne precotta, il controllo qualitativo della pizza mediante computer vision, i film edibili per il prolungamento della conservabilità di frutta e verdura sono stati ampiamente riportati dai media a livello nazionale ed internazionale. I risultati dei suoi lavori sono stati pubblicati in oltre 180 articoli su riviste internazionali con IF (Impact Factor) e più di 200 atti di convegni.
Da-Wen Sun ha ricevuto la Laurea con lode, ha svolto un master in Ingegneria meccanica ed ha svolto un Dottorato di Ricerca in Ingegneria Chimica in Cina prima di iniziare a lavorare in diverse università in Europa. Presso la National University of Ireland, Dublin (University College Dublin) è stato la prima persona di nazionalità cinese impiegata a tempo indeterminato, ottenendo un Lettorato Universitario nel 1995 ed avendo successivamente conseguito un avanzamento di livello nel più breve tempo possibile a Lettore Senior, Professore Associato ed infine Professore Ordinario. Dr Sun è al momento Professore di Ingegneria Alimentare e dei Sistemi Biologici e Direttore del gruppo di ricerca di Tecnologia Computerizzata degli Alimenti e Refrigerazione degli Alimenti presso la University College of Dublin.
Avendo raggiunto massimi livelli nel campo dell'Ingegneria Alimentare, il Professore Sun ha apportato significativi contributi all'insegnamento; ha istruito molti Dottorandi, permettendogli di raggiungere risultati propri sia in ambito industriale che accademico. Egli ha inoltre tenuto lezioni e conferenze presso istituti internazionali sulle nuove proposte dell'Ingegneria Alimentare su una base accademica e tenuto discorsi di apertura e relazioni di base in convegni internazionali. Come riconosciuta autorità nel campo dell'Ingegneria Alimentare gli sono state conferite le cariche di Professore Incaricato, Professore in visita e consulente presso le migliori dieci Università in Cina includendo Zhejiang University, Shanghai Jiaotong University, Harbin Institute of Technology, China Agricultural University, South China University of Technology, Jiangnan University ed altre. Come riconoscimento del suo significativo contributo all'Ingegneria Alimentare a livello mondiale e per l'eccezionale leadership nel settore, la International Commission of Agricultural Engineering (CIGR) gli ha conferito il CIGR Merit Award nel 2000 e nuovamente nel 2006; lo Institution of Mechanical Engineers (IMechE) lo ha nominato “Food Engineer of the Year 2004”; nel 2008 la CIGR gli ha conferito il CIGR Recognition Award come riconoscimento per i risultati raggiunti come primo scienziato in assoluto al mondo nel campo dell'ingegneria agraria.
Dr Sun è inoltre socio (Fellow) della Institution of Agricultural Engineers ed ha ricevuto numerosi altri riconoscimenti per l'insegnamento e l'eccellenza scientifica incluso il President's Research Fellowship; ha ricevuto due volte il President's Research Award dalla National University of Ireland, Dublin (University College Dublin). Da-Wen Sun è membro dell'Executive Board e Vicepresidente onorario della CIGR, Editor-in-Chief della rivista Food and Bioprocess Technology – an International Journal (Springer Verlag), Series Editor per i libri “Contemporary Food Engineering” (CRC Press / Taylor & Francis), Former Editor del Journal of Food Engineering (Elsevier), membro dell'Editorial Board per le riviste Journal of Food Engineering (Elsevier), Journal of Food Process Engineering (Wiley-Blackwell), Sensing and Instrumentation for Food Quality and Safety (Springer) e Czech Journal of Food Sciences. Il Dr. Sun è inoltre Chartered Engineer registrato presso il UK Engineering Council.

## Riconoscimenti ed onorificenze
- CIGR Recognition Award, 2008, CIGR (International Commission of Agricultural Engineering);
- AFST(I) Fellow Award, 2007, Association of Food Scientists and Technologists (India);
- CIGR Merit Award, 2006, CIGR (International Commission of Agricultural Engineering);
- President's Research Fellowship, 2004/2005, National University of Ireland, Dublin (University College Dublin);
- Food Engineer of the Year Award, 2004, Institution of Mechanical Engineers, UK;
- Who's Who in Engineering and Science, 2000;
- CIGR Merit Award, 2000, CIGR (International Commission of Agricultural Engineering);
- President's Research Award, 2000/2001, National University of Ireland, Dublin (University College Dublin);
- Who's Who in the World, 1999.